# Natalya Lebedeva
Pour les articles homonymes, voir Lebedeva.
Natalya Vasilyevna Lebedeva (en russe : Наталья Васильевна Лебедева, née le 24 août 1949 à Moscou) est une athlète russe ex-soviétique spécialiste du 100 mètres haies.

## Carrière

### Palmarès
| Date | Compétition                    | Lieu         | Résultat | Performance |
| ---- | ------------------------------ | ------------ | -------- | ----------- |
| 1973 | Universiade d'été              | Moscou       | 3e       | 13 s 50     |
| 1976 | Championnats d'Europe en salle | Munich       | 2e       | 8 s 08      |
| 1976 | Jeux olympiques d'été          | Montréal     | 3e       | 12 s 80     |
| 1977 | Universiade d'été              | Sofia        | 3e       | 13 s 05     |
| 1980 | Championnats d'Europe en salle | Sindelfingen | 3e       | 8 s 04      |

### Records
| Épreuve          | Performance | Lieu     | Date |
| ---------------- | ----------- | -------- | ---- |
| 100 mètres haies | 12 s 80     | Montréal | 1976 |